# Rîsove, Krasnoperekopsk
Rîsove (în ucraineană Рисове) este un sat în comuna Sovhozne din raionul Krasnoperekopsk, Republica Autonomă Crimeea, Ucraina.

## Demografie
Componența lingvistică a localității Rîsove
     Rusă (51,28%)
     Ucraineană (42,19%)
     Tătară crimeeană (5,54%)
     Alte limbi (0,56%)
Conform recensământului din 2001, majoritatea populației localității Rîsove era vorbitoare de rusă (51,28%), existând în minoritate și vorbitori de ucraineană (42,19%) și tătară crimeeană (5,54%).